# Rudkøbing
Rudkøbing je najveće naselje na danskom otoku Langelandu. Najpoznatiji je kao rodno mjesto fizičara i kemičara Hansa Christiana Ørsteda.
Naselje je 2009. imalo 4.658 stanovnika.

## Vanjske poveznice
- Službena stranica (dan.)

### Ostali projekti
|  | Zajednički poslužitelj ima još gradiva o temi Rudkøbing |